# Jean Fournier (football)
Pour les articles homonymes, voir Jean Fournier et Fournier.
Jean Fournier est un footballeur professionnel français, né le 23 mai 1935 à Toulon.

## Carrière
Formé au Sporting Club de Toulon, il débute avec l'équipe professionnelle pour la saison de D2 1954-1955.
En 1959, l'équipe termine 3e de son championnat et accède à l'élite pour la première fois de son histoire.
Il découvre la D1 pour la saison 1959-1960 mais Toulon termine à la 18e place synonyme de retour à l'étage inférieur.
Il ne refoulera les terrains de première division qu'en août 1961 en signant au Nîmes Olympique, club qui réalise alors de très bonnes performances en championnat et en coupe avec notamment une finale quelques mois plus tôt. Il reste 4 saisons au club sans toutefois remporter le moindre trophée, mais prend part à des compétitions européennes en 1962-1963 et 1963-1964.
Il retourne dans le Var et par la même occasion en Deuxième division pour la saison 1965-1966. Il signe l'année suivante à l'Athletic club ajaccien, toujours en D2, gagne le titre et permet au premier club corse d'accéder à l'élite professionnelle.
On le retrouve quelques mois plus tard au Stade Malherbe caennais en championnat amateur, puis en D2 dès 1970 à la suite de l'ouverture de la division aux amateurs.

## Palmarès
- Champion de France de D2 : 1967 (AC Ajaccio)
- Coupe Charles Drago : finaliste en 1960 (SC Toulon)